# ژانگ تائوفنگ
ژانگ تائوفنگ (به چینی: 张 桃 芳) یک تک‌تیرانداز چینی در طول جنگ کره بود. شهرت او با رکورد ۲۱۴ تیراندازی موفق (منجر به مرگ) در طول ۳۲ روز و بدون استفاده از تفنگ دروبین‌دار حاصل گشته است.

## جنگ کره
ژانگ در 11 ژانویه 1953 به همراه گروهان 8، هنگ 214، سپاه 24 در تریانگ هیل مستقر شد.
او کمتر از دو سال بود که بخشی از ارتش بود.
او با یک موسین-ناگانت قدیمی بدون محدوده PU مسلح بود.[1]
18 روز بعد ژانگ یک هدف را مشاهده کرد.  او بلافاصله 12 بار هدف گرفت، شلیک کرد و از دست داد و تقریباً در اثر ضد آتش کشته شد.  بر اساس آن تجربه، ژانگ یک تکنیک هدف گیری را با استفاده از دید آهنی توسعه داد و در مرحله بعد به یک هدف برخورد کرد.  در 15 فوریه، او 7 هدف را با 9 گلوله اصابت کرد، نسبتی که از بسیاری از تک تیراندازان با تجربه پیشی گرفت.[1]